# Simbabwische Cricket-Nationalmannschaft in Indien in der Saison 1992/93
Die Tour der simbabwischen Cricket-Nationalmannschaft nach Indien in der Saison 1992/93 fand vom 13. März bis zum 25. März 1993 statt. Die internationale Cricket-Tour war Bestandteil der Internationalen Cricket-Saison 1992/93 und umfasste einen Test und drei ODIs. Indien gewann die Test-Serie 1–0 und die ODI-Serie 3–0.

## Vorgeschichte
Indien spielte zuvor eine Tour gegen England, Simbabwe ein Drei-Nationen-Turnier in den Vereinigten Arabischen Emiraten.
Das letzte Aufeinandertreffen der beiden Mannschaften fand in der gleichen Saison in Simbabwe statt.

## Stadien
Die folgenden Stadien wurden für die Tour als Austragungsort vorgesehen.
| Stadion             | Stadt     | Kapazität | Spiele  |
| ------------------- | --------- | --------- | ------- |
| Feroz Shah Kotla    | Delhi     | 48.000    | 1. Test |
| Nahar Singh Stadium | Faridabad | 25.000    | 1. ODI  |
| Nehru Stadium       | Guwahati  | 15.000    | 2. ODI  |
| Nehru Stadium       | Pune      | 25.000    | 3. ODI  |

## Kaderlisten
Die folgenden Kader wurden von den Mannschaften benannt.
| Test | Test | ODI | ODI |
| Indien | Simbabwe | Indien | Simbabwe |
| --- | --- | --- | --- |
| - Mohammad Azharuddin (K) - Pravin Amre - Rajesh Chauhan - Kapil Dev - Vinod Kambli - Anil Kumble - Manoj Prabhakar - Navjot Sidhu - Maninder Singh - Sachin Tendulkar - Vijay Yadav (wk) | - Dave Houghton (K) - Kevin Arnott - David Brain - Eddo Brandes - Gavin Briant - Alistair Campbell - Andy Flower (wk) - Grant Flower - Ali Shah - Ujesh Ranchod - John Traicos | - Mohammad Azharuddin (K) - Pravin Amre - Salil Ankola - Vinod Kambli - Kapil Dev - Anil Kumble - Manoj Prabhakar - Venkatapathy Raju - Woorkeri Raman - Anjay Sharma - Navjot Sidhu - Javagal Srinath - Sachin Tendulkar - Vijay Yadav (wk) | - Dave Houghton (K) - Kevin Arnott - David Brain - Eddo Brandes - Gavin Briant - Alistair Campbell - Gary Crocker - Mark Dekker - Grant Flower - Andy Flower (wk) - Wayne James - Ali Shah - John Traicos |

## Test in Delhi
| 13. – 17. März Scorecard | Delhi | Indien 536-7d (132)                          | – | Simbabwe 322 (135.1) & 201 (95.5) (f/o) |
|                          |       | Indien gewinnt mit einem Innings und 13 Runs |   |                                         |

Indien gewann den Münzwurf und entschied sich als Schlagmannschaft zu beginnen.

## One-Day Internationals

### Erstes ODI in Faridabad
| 19. März Scorecard | Faridabad | Indien 249-7 (48/48)       | – | Simbabwe 182 (46.2/48) |
|                    |           | Indien gewinnt mit 67 Runs |   |                        |

Simbabwe gewann den Münzwurf und entschied sich als Feldmannschaft zu beginnen.

### Zweites ODI in Guwahati
| 22. März Scorecard | Guwahati | Simbabwe 149-6 (28/28)       | – | Indien 150-3 (27.3/28) |
|                    |          | Indien gewinnt mit 7 Wickets |   |                        |

Indien gewann den Münzwurf und entschied sich als Feldmannschaft zu beginnen.

### Drittes ODI in Pune
| 25. März Scorecard | Pune | Simbabwe 234 (49.5)          | – | Indien 238-2 (45.3) |
|                    |      | Indien gewinnt mit 8 Wickets |   |                     |

Indien gewann den Münzwurf und entschied sich als Feldmannschaft zu beginnen.